# Jenapharm

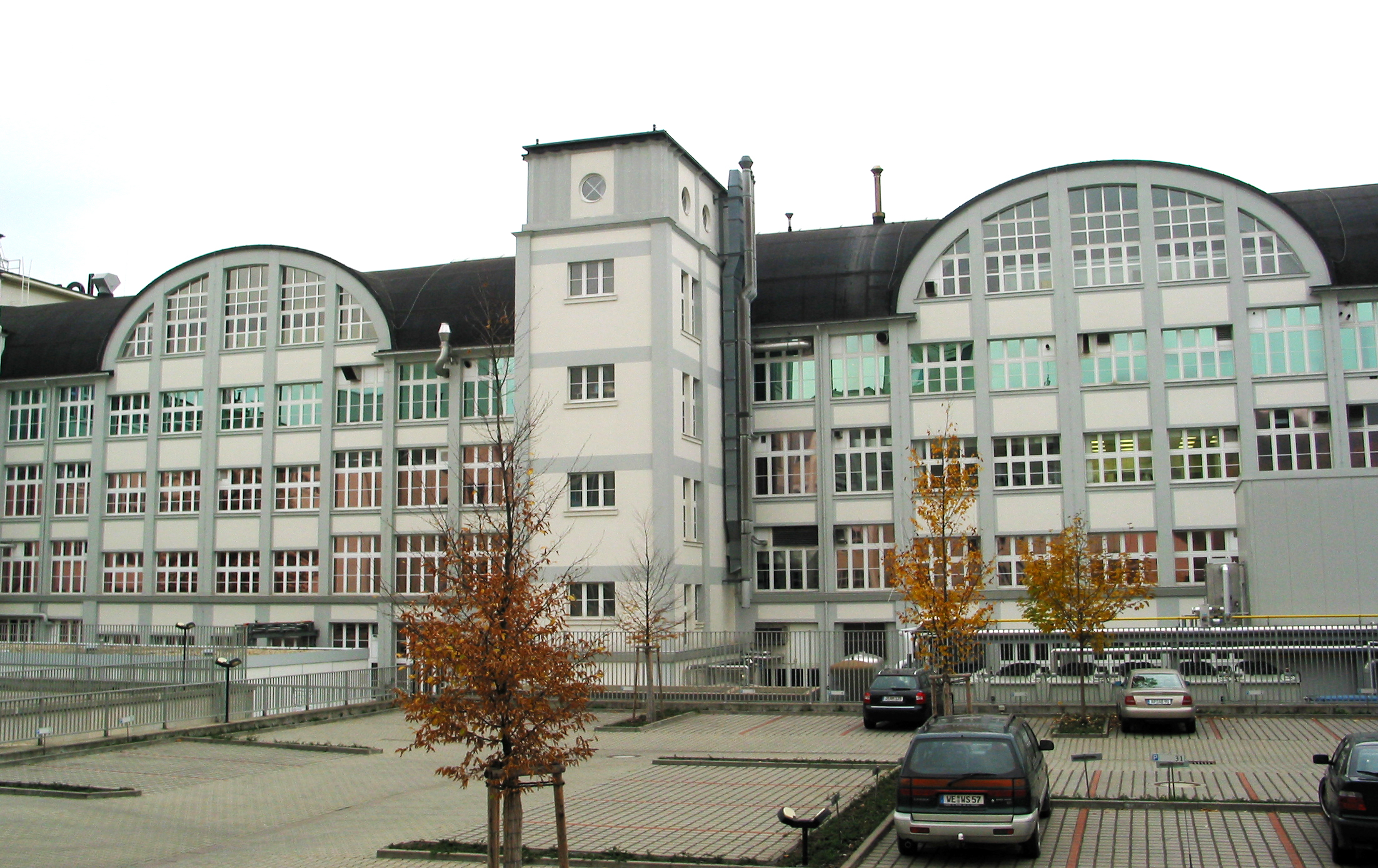
Le bâtiment Zeiss 23, classé monument historique, est le siège de l'entreprise pharmaceutique.

Jenapharm GmbH & Co. KG est une société pharmaceutique basée à Iéna, en Thuringe, à Otto-Schott-Straße 15 (de).
Fondée en 1950, l'entreprise fait partie de Bayer AG depuis 2006. Elle commercialise des produits pour la contraception, les symptômes de la ménopause, les maladies gynécologiques, la dermatologie et l'andrologie. L'entreprise est leader du marché allemand des contraceptifs oraux avec une part de marché de 32,4 %.

## Histoire
Le microbiologiste Hans Knöll (de) a introduit la première production de pénicilline à grande échelle sur le continent européen à Iéna en 1942. Le laboratoire de bactériologie qu'il avait précédemment fondé à la verrerie Schott est devenu l'entreprise publique Jenapharm en 1950.
En 1952, la recherche se concentrait sur les hormones stéroïdes. Au début des années 1960, un procédé entièrement synthétique (la « synthèse Torgov ») pour la production d'hormones sexuelles fut mis au point. La pilule contraceptive « Ovosiston » fut homologuée en RDA en 1965. L'entreprise devint ainsi le premier fabricant de ces contraceptifs et commença rapidement à exporter ses produits vers plusieurs pays d'Europe centrale et orientale.
Le médicament « Klimonorm », contenant du lévonorgestrel pour le traitement de la ménopause, a été lancé en 1990. L'année suivante, Jenapharm GmbH est vendue au grossiste pharmaceutique Gehe AG (de), basé à Stuttgart. Au cours des quatre années suivantes, les installations existantes ont été modernisées et une usine de production a été ouverte à Weimar, ville voisine.
En 1995, la micropilule « Valette », contenant le principe actif Dienogest (de), a été lancée pour la contraception. Peu après, Schering AG, basée à Berlin, a acquis une participation majoritaire dans Jenapharm. La pilule contraceptive « Petibelle », contenant le progestatif drospirénone (de), a été lancée en 2000. En 2001, « Lafamme » a été lancé pour le traitement des symptômes de la ménopause, et Schering AG a acquis les parts restantes.
Jenapharm est le développeur et le fournisseur des DIU hormonaux « Mirena », « Jaydess » et « Kyleena ».
La division Andrologie a été créée en 2002, et le produit à base de testostérone Testogel a été lancé un an plus tard. Après la vente de la division Thérapeutique à Dermapharm AG (de) en 2004, l'activité principale de l'entreprise s'est concentrée sur la gynécologie. Le produit Aida a été lancé sur le marché en 2006.
En juillet 2018, Michael Raps, directeur général de longue date, a démissionné de son poste. Olaf Gerber lui a succédé.

## Implication dans le dopage en RDA

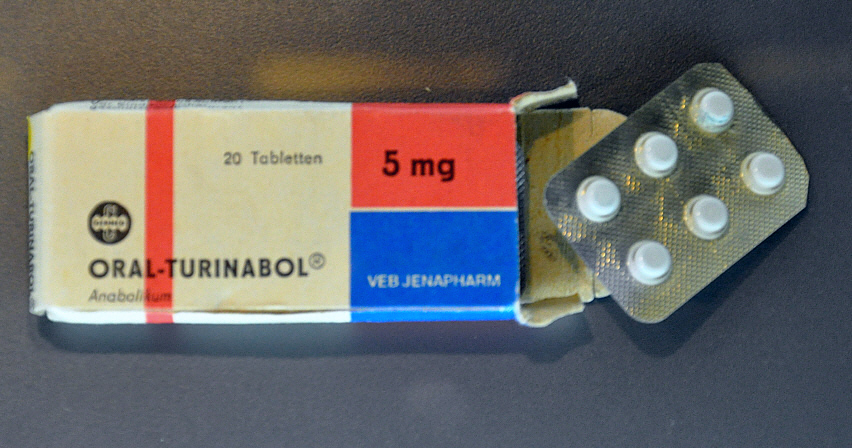
Oral-Turinabol.

Comme l'a démontré une étude commandée en 2005 par son successeur, Jenapharm, l'entreprise était en partie responsable du dopage imposé par l'État dans le sport de compétition est-allemand (de), pratiqué pendant des années avec des stéroïdes anabolisants, dont l'Oral-Turinabol, développé par Jenapharm. Selon l'étude, l'entreprise produisait depuis les années 1960 des médicaments dits de soutien sportif, dont certains étaient administrés aux athlètes sans essais cliniques, ce qui les rendait illégaux au regard de la législation est-allemande. Des médicaments étaient également développés pour dissimuler l'usage de produits dopants. Des poursuites judiciaires et des audiences ont suivi en 2005. En décembre 2006, un accord à l'amiable a été conclu, dans lequel Jenapharm a accepté de payer 9 250 euros chacune à 184 victimes de dopage.

## Produits (sélection)
Le fabricant pharmaceutique propose une large gamme de médicaments :

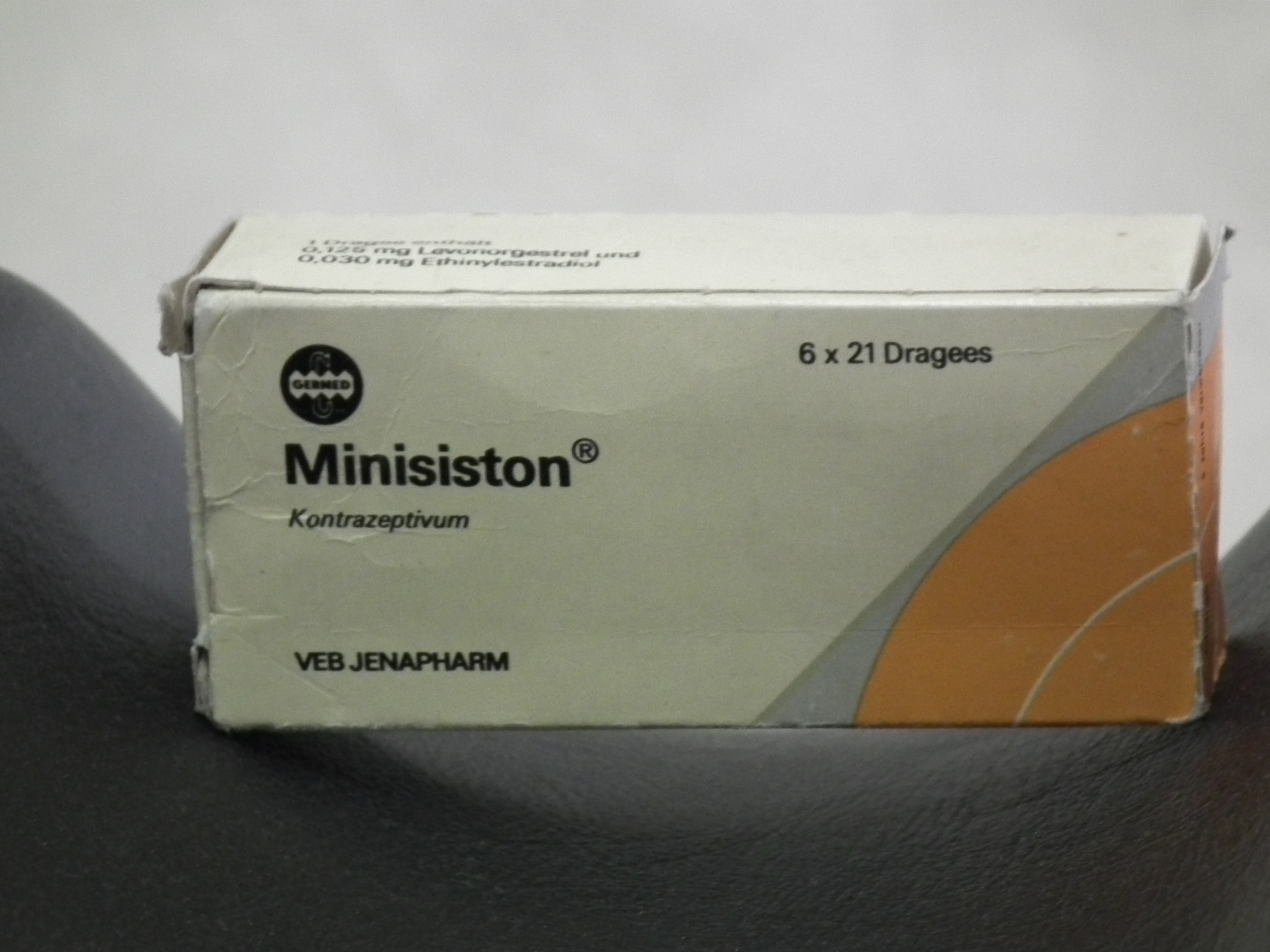
Minisiston.

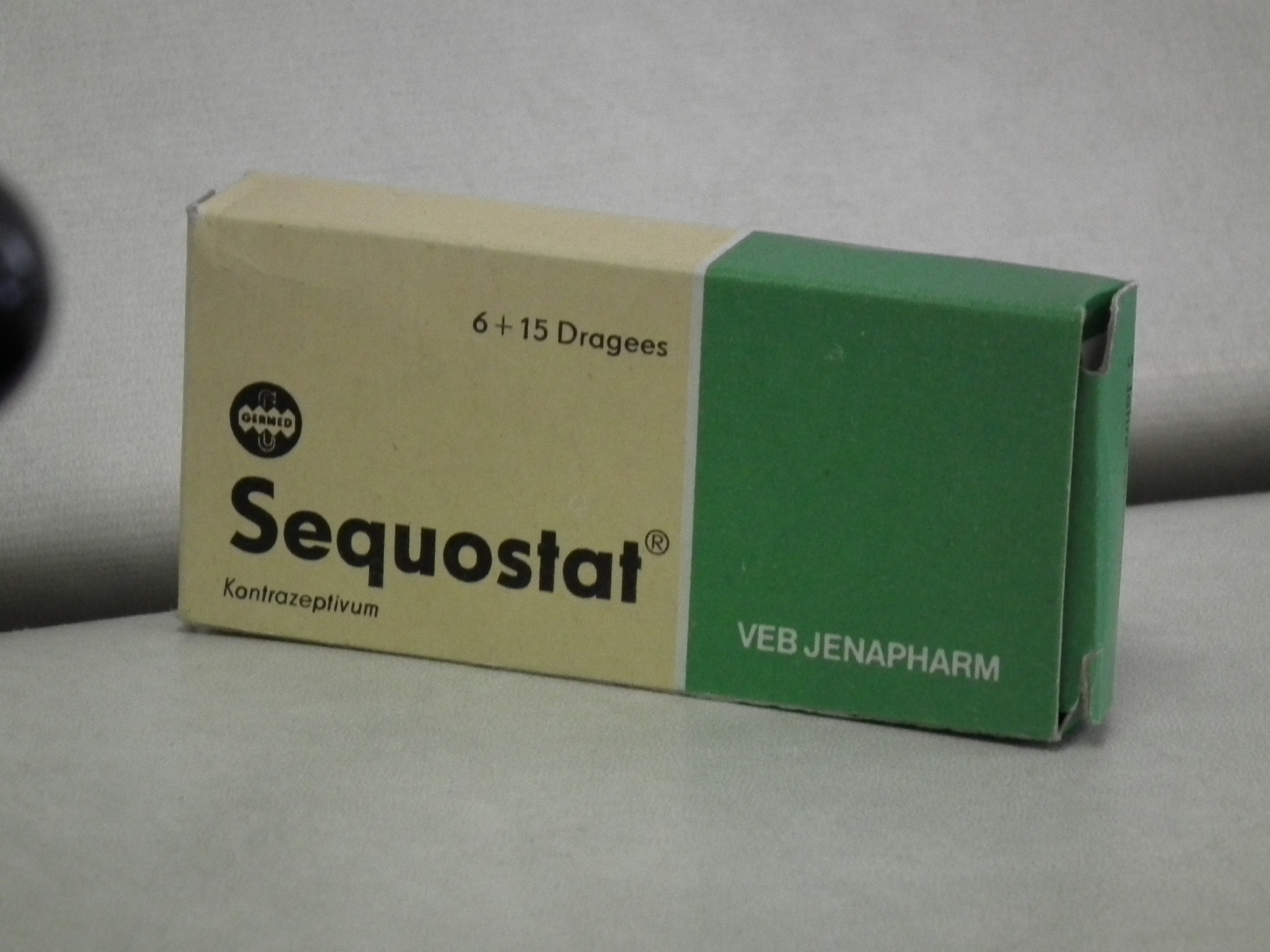
Sequostat.

Contraceptifs
- Aida
- Enriqa
- Gravistat 125 fem
- Jaydess
- Kyleena
- Mirena
- Maxim
- Minisiston
- Minisiston 20 fem
- Petibelle
- Qlaira
- Trisiston
- Valette
- 28 mini

Médicaments pour le traitement de la ménopause
- Chlormadinon 2 mg fem JENAPHARM
- Estradiol 2 mg fem JENAPHARM
- Estriol 2 mg fem JENAPHARM
- Estriol-Ovulum fem JENAPHARM
- Galafem
- Klimonorm
- Lafamme 1 mg/2 mg
- Lafamme 2 mg/2 mg
- Wellnara
- Xapro Creme

Médicaments gynécologiques
- Nystatin fem JENAPHARM

Endométriose
- Visanne

Dysfonction érectile
- Levitra

Déficit en testostérone
- Nebido
- TESTOGEL